# カンピオーネ (企業)
株式会社カンピオーネは、ダイエット用品のプロデュース事業を行っている会社。代表者は元WBA世界ミドル級チャンピオンの竹原慎二。

## 会社概要 ・沿革
- 設立-2001年1月18日、イタリア料理カンピオーネの事業会社として運営。
- 2006年1月、閉店に伴い、ダイエット用品の企画や販売などの事業会社としてシフトチェンジ。
- 2007年5月21日、有限会社から株式会社に改組。

## 所在地
- 東京都大田区池上六丁目19-19-201
- 役員-代表取締役社長・竹原慎二

| スタブアイコン | サブスタブ | この項目は、まだ閲覧者の調べものの参照としては役立たない、企業に関連した書きかけの項目です。この項目を加筆・訂正などしてくださる協力者を求めています（PJ:経済）。 |